# Urdón
Urdón es un lugar del municipio cántabro de Peñarrubia (España). Está a 75 metros de altitud, en el desfiladero de La Hermida. Carece de población. Destaca por tener una central hidroeléctrica y como punto de partida del ascenso a pie a Tresviso desde territorio cántabro. También puede ser punto de llegada o de salida de una travesía completa hasta la localidad asturiana de Sotres, pasando por Tresviso y el Jito de Escarandi, collado a prácticamente 1.300 m s. n. m. En esta localidad el Río Urdón se une al Deva.